# Завод имени Серго
Акционерное общество «Производственное объединение «Завод имени Серго» (АО "ПОЗиС", POZIS) — машиностроительное предприятие в городе Зеленодольск, производитель бытовой техники и медицинского холодильного оборудования в России в составе ГК Ростех.

## История
Завод ведет свою историю с 1898 года, когда французские акционеры, объединённые в Волжско-Вишерское горное металлургическое общество, начали строительство Паратского сталелитейного завода. В 1917 году предприятие приобрел французский промышленник Николай Бенуа для изготовления мин и осветительных ракет. В ноябре того же года завод национализируется государством.
В 1918 году мощности национализированного предприятия передаются под гильзовое производство Ижорскому заводу, эвакуированному из Петроградской губернии. В 1918 образуется Волжско-Ижорский металлургический завод. В следующем, 1919 году, Волжско-Ижорский завод входит в состав Паратского металлургического завода. Под началом Паратского промышленного комбината были объединены ряд металло- и деревообрабатывающих цехов и производство артиллерийских гильз и осветительных ракет завода. В 1926 году предприятие было законсервировано, а рабочие распущены.
В 1930 году правительство принимает решение о реконструкции бывшего Паратского завода и основании на его базе производства пушечных гильз. Сюда направляется председатель ВСНХ (впоследствии – нарком тяжелой промышленности) Серго Орджоникидзе. При его деятельном участии менее чем за год на заводе было вновь организовано производство, налажена работа основных и вспомогательных служб, на новую высоту подняты вопросы охраны труда.
19 сентября 1931 года рабочие и служащие Паратского завода приняли решение присвоить предприятию имя Серго (Орджоникидзе). С тех пор имя наркома вписано в название компании: «ПОЗиС» - это «Производственное объединение «Завод имени Серго». В том же году начато производство гильз для артиллерийских снарядов, первоначально зарубежных систем "Гочкисс" и "Виккерс", затем – отечественных образцов.
В годы Великой Отечественной войны заводом был изготовлен каждый третий снаряд для малокалиберной артиллерии.
Одним из первых результатов послевоенной конверсии стало производство алюминиевой и медной посуды, примусов, бритв для культиваторов (1946), сортировочных машин (1947) сеялок (1949-1950). В 1950-х годах завод освоил выпуск газовых баллонов, молочных фляг, автосифонов и баллончиков для газирования питьевой воды.
В 1955 году на заводе было организовано специальное конструкторско-технологическое бюро. Основной задачей значилось создание и внедрение в производство автоматических роторных линий. Также в это время предприятие выпускает расточные станки и зубофрезерные автоматы.
25 ноября 1959 года с конвейера завода сходит первый холодильник «ДХ-120», известный под торговой маркой «Мир». Компания вошла в число первых производителей бытовых холодильников в Советском Союзе.
Начиная с 1970-х гг. предприятие начинает увеличивать производство холодильников как перспективное диверсификационное направление. В 1971 году предприятие вводит в строй новый корпус домашних холодильников и начинает освоение производства новых однокамерных моделей – «Свияга». Их отличиями были увеличенный объём холодильной камеры без увеличения габаритов, широкое применение пластмассы, минимизация крепежных изделий, использование ПВХ-уплотнителя двери с магнитной вставкой вместо резинового. Данная модель пользовалась спросом. За два десятилетия с начала освоения были разработаны ещё несколько её модификаций. За успешное выполнение пятилетнего плана и организацию производства новой техники в этом же году объединение награждено Орденом Ленина, а работнику завода Вафе Сафину присвоено звание Героя Социалистического Труда.
В 1983 году на предприятии был основан участок художественной росписи. 25 октября 1984 года заводское СКТБ преобразовано в Центральное конструкторско-технологическое бюро роторного оборудования (ЦКТБ РО) с возложенными на него обязанностями по механизации производственных процессов во всей отрасли в стране.
В 1985 году компания модернизировала технологию выпуска холодильной техники, освоив производство с пенополиуретановой изоляцией, и концентрируется на выпуске холодильника новой модели – КШД-270/80 «Мир». Параллельно осуществляется подготовка к первому экспортному выпуску холодильников «Свияга». В том же году завод награждается Орденом Отечественной войны I степени. Высокой наградой Зеленодольское производственное объединение «Завод имени Серго» было отмечено за заслуги в обеспечении Советской Армии и Военно-Морского флота военной техникой, вооружением и боеприпасами в годы Великой Отечественной войны.
В начале 1990-х гг. POZIS начинает выпуск амортизаторов для легковых автомобилей, охотничьих и спортивных патронов. В 1997 году POZIS начинает выпускать изотермические фургоны на все типы отечественных грузовых автомобилей.
В начале 1998 года предприятие пришло в глубокий упадок. Производство было практически остановлено. Завод имел большие долги по выплате заработной платы и налогам. Главной задачей новой команды руководителей стал вывод предприятия на уровень рентабельности.
В начале 2000-х гг. на заводе была принята комплексная программа модернизации и реконструкции холодильного производства с привлечением новейшего оборудования и высоких технологий. К сотрудничеству привлечены ведущие мировые инжиниринговые фирмы. В 2002 году компания начала разработку первых моделей медицинской холодильной техники. К началу-середине 2000-х годов относятся также освоение заводом новой линии бытовых холодильников – «Premier», получение сертификата о соответствии системы менеджмента качества применительно к проектированию, разработке и производству холодильного оборудования требованиям ГОСТ Р ИСО 9001-2001, а также системе европейского качества IQ-NET, ввод в эксплуатацию нового сборочного конвейера для холодильников линий «Premier» и «Classic».
В 2005 году POZIS начал серийное производство холодильных приборов на озонобезопасном хладагенте изобутан (R600a). В том же году запущена в производство первая линия OEM-холодильников.
Развивается сеть дистрибуции, компания входит в федеральные сетевые компании по продажам бытовой техники. В 2007 году с главного конвейера сходит 10-миллионный холодильник. В этом же году завод освоил выпуск холодильников класса энергоэффективности "А", а также начал сотрудничество с «Красным крестом» по поставке медицинской техники в рамках гуманитарных программ.
В 2010 году предприятие организовало кластер крупной бытовой техники, начав выпуск встраиваемого оборудования: газовых и стеклокерамических варочных поверхностей, газовых и электрических духовых шкафов.
В том же году компания освоила выпуск серийного производства нового поколения холодильной техники премиум-сегмента. В 2013 году POZIS повысил класс энергоэффективности до показателя «А+», а также оснастила объекты Универсиады-2013 в Казани холодильным и дезинфицирующим оборудованием бытового и медицинского назначения в количестве свыше 4350 единиц. В 2016 году POZIS сертифицировал холодильную технику на соответствие стандартам качества и безопасности Европейского Союза и получил право наносить на изделия подтверждающий знак «СЕ».

## Деятельность
Предприятие специализируется на производстве бытовой холодильной техники: холодильников, морозильников, а также специализированной медицинской техники: фармацевтических и лабораторных холодильников, холодильников для хранения крови и вакцин, медицинских морозильников, бактерицидных облучателей-рециркуляторов.
В 2018 году на POZIS открылся Центр специального машиностроения по производству малокалиберных боеприпасов. В этом же году предприятие начало производство компактных шубохранилищ (специальных холодильников для меховых изделий) В 2020 году планируется начать серийное производство бытовой электроники с технологиями Интернета вещей.